# متلازمة جليلي
متلازمة جليلي هو مرض وراثي متمثل بضمور الخلايا المخروطية القضيبية متلازمة مع خلل نمو المينا في الأسنان.
سميت المتلازمة على اسم الدكتور اسماعيل قيدار الجليلي والذي وثق المرض في دراسة لعائلة فلسطينية يكثر فيها تزاوج الأقارب.